# Michael Wasaburō Urakawa
Michael Wasaburō Urakawa (Urakami, 6 aprile 1876 – Sendai, 24 novembre 1955) è stato un vescovo cattolico giapponese.

## Biografia
Ordinato prete a Nagasaki nel 1906, fu parroco e professore nel seminario, di cui fu anche rettore.
Eletto vescovo di Sendai nel 1941, fu consacrato vescovo nella cattedrale di Tokyo nel 1942.
Durante la seconda guerra mondiale, chiamò in diocesi i missionari della Società per le missioni estere della provincia di Québec e quelli della Società delle missioni estere di Bethlehem in Svizzera. Fondò la congregazione delle Suore di Nazareth.
Pubblicò numerose opere di storia ecclesiastica.

## Genealogia episcopale e successione apostolica
La genealogia episcopale è:
- Cardinale Scipione Rebiba
- Cardinale Giulio Antonio Santori
- Cardinale Girolamo Bernerio, O.P.
- Arcivescovo Galeazzo Sanvitale
- Cardinale Ludovico Ludovisi
- Cardinale Luigi Caetani
- Cardinale Ulderico Carpegna
- Cardinale Paluzzo Paluzzi Altieri degli Albertoni
- Papa Benedetto XIII
- Papa Benedetto XIV
- Papa Clemente XIII
- Cardinale Marcantonio Colonna
- Cardinale Giacinto Sigismondo Gerdil, B.
- Cardinale Giulio Maria della Somaglia
- Cardinale Carlo Odescalchi, S.I.
- Cardinale Costantino Patrizi Naro
- Cardinale Serafino Vannutelli
- Cardinale Domenico Serafini, Cong. Subl. O.S.B.
- Cardinale Pietro Fumasoni Biondi
- Cardinale Paolo Marella
- Vescovo Michael Wasaburo Urakawa

La successione apostolica è:
- Vescovo Dominic Senyemon Fukahori (1944)